# 온음음계

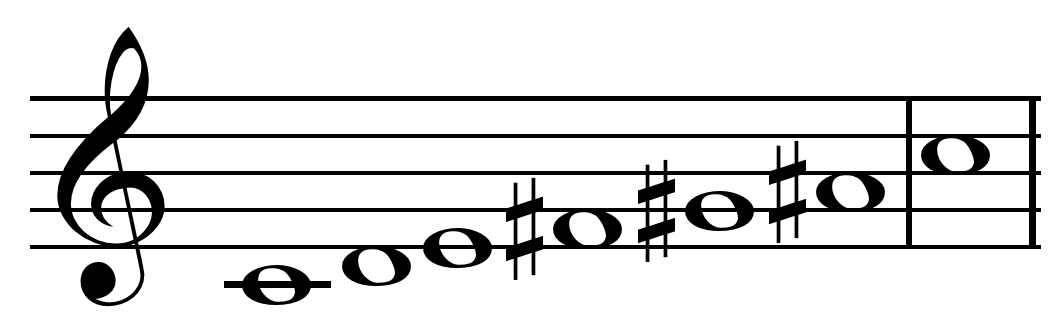

온음음계(─音音階, Whole tone scale), 전음음계(全音音階)는 옥타브에 6개의 온음만으로 되는 음계를 말한다. 이것은 반음계의 음을 하나 건너씩 둠으로써 이루어지며, 2가지밖에 없다.
온음음계를 쓴 작곡가로는 미하일 글린카, 프란츠 리스트 등이 있으며, 특히 클로드 드뷔시가 이것을 주로 썼다.